# Gorodovikovsk

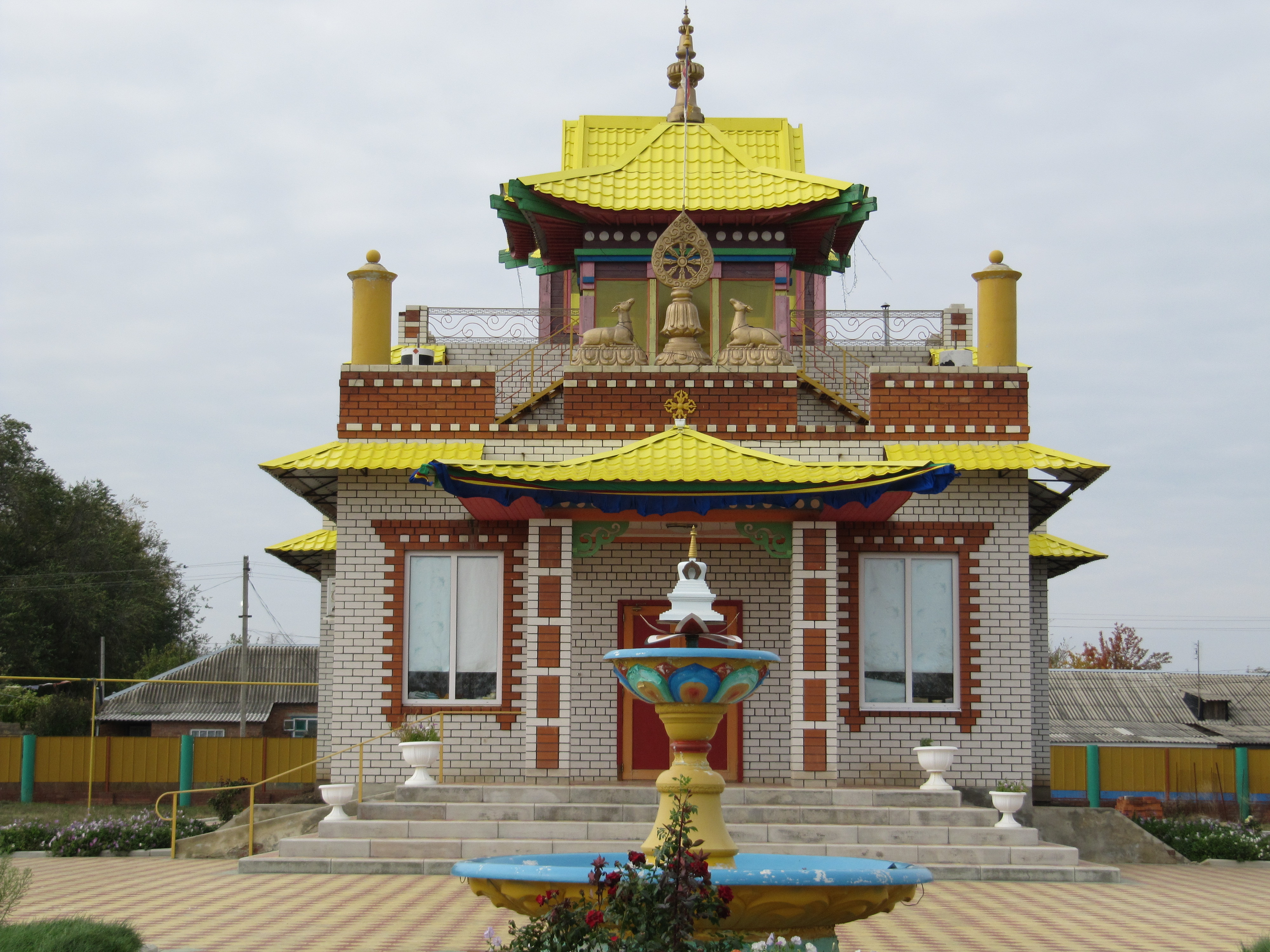

Huyện Gorodovikovsk (tiếng Nga: ? райо́н) là một huyện hành chính tự quản (raion), của Kalmykia, Nga. Huyện có diện tích ? km², dân số thời điểm ngày 1 tháng 1 năm 2000 là 10300 người. Trung tâm của huyện đóng ở Gorodovikovsk.